# Les Enquêtes du commissaire Raffini
Les Enquêtes du commissaire Raffini est une série de bandes dessinées policières françaises créée par le dessinateur Jacques Ferrandez et le scénariste Rodolphe. Les Humanoïdes associés en publient quatre albums entre 1980 et 1988, dont les trois premiers sous le nom  L'Homme au bigos, avant que Ferrandez n'abandonne la série. Il est remplacé par Christian Maucler, qui dessine les huit albums suivants parus chez divers éditeurs entre 1994 et 2017.

## Sources d'inspiration
Raffini est un commissaire de police qui travaille au quai des Orfèvres, à Paris, dans les années 1950. Il résout diverses enquêtes dans la plus pure tradition de la littérature policière d'alors.
Dans le 11ème album de la série dont l'essentiel de l'intrigue se déroule à Londres, les auteurs multiplient les allusions à l'album La Marque jaune d'Edgar P. Jacobs (Couverture, exclamation "By Jove !" au moment de la découverte du cadavre, course poursuite sur les docks). 

## Publications

### Albums[3]
Les trois premiers albums sont publiés sous le titre L'Homme au bigos, les suivants sous le titre Les Enquêtes du commissaire Raffini. Les quatre premiers albums sont dessinés par Jacques Ferrandez et les suivants par Christian Maucler.
1. L'Homme au bigos, Les Humanoïdes associés, coll. « Métal hurlant », 1980.
2. Le Maître de la nuit, Les Humanoïdes associés, coll. « Sang pour sang », 1982.
3. Villa Ténèbre, Les Humanoïdes associés, coll. « Sang pour sang », 1984.
4. Martin squelette, Les Humanoïdes associés, coll. « Métal hurlant », 1988.
5. Étrangère au Paradis, Hélyode, 1994.
6. Pierrot la lune, Lefrancq, 1997.
7. Les Petits Meurtres, Néo éditions, 1999.
8. Les Eaux mortes, Albin Michel, 2005.
9. Le Lapin bleu, Albin Michel, 2006.
10. Si tu vas à Rio, Desinge & Hugo & Cie, 2010.
11. L'Inconnue de Tower Bridge, Tartamudo, 2014.
12. Mon ami Pierrot, Tartamudo, 2017.
13. Rue des souvenirs Tartamudo, 2018.